# Venus Flytrap (grupo)
Venus Flytrap fue un grupo de música pop tailandés formado por cinco jóvenes mujeres transgénero (comúnmente llamadas kathoey en Tailandia). Las miembros fueron seleccionados entre 200 solicitantes durante una audición en 2005 por Sony BMG Music Entertainment, que también promueve al grupo y le proporcionó un contrato de grabación.
Su primera actuación pública tuvo lugar en noviembre de 2006, y su primer álbum, Visa for Love, fue lanzado un mes después. También en diciembre de 2006, interpretaron dos canciones con la superestrella tailandesa Tata Young en uno de sus conciertos en Bangkok.
Venus Flytrap es el primer grupo musical exclusivamente kathoey de Tailandia con un contrato discográfico, y el segundo del mundo, después del grupo surcoreano Lady. 
En 2007, Nok y Amy anunciaron que dejarían la banda por motivos personales. Doce posibles reemplazos compitieron en el programa de televisión Venus Flytrap Search for the Missing Puzzle por sus lugares. Los concursantes Mew y Bell fueron las ganadoras.